# Johann Michael Malzat
Johann Michael Malzat (* 21. April 1749 in Wien; † 13. Mai 1787 in Innsbruck) war ein österreichischer Komponist der Klassik.

## Leben
Johann Michael Malzat, war der Sohn des böhmischen Musikers und Komponisten Josef Malzat (1723–1760), der unter anderem am Wiener Stephansdom als Geiger wirkte. Johann Michael kam bereits in jungen Jahren nach Tirol, vermutlich als Singknabe ans Stift Kremsmünster. Später wirkte er in Stift Lambach und in Stift Stams, dem damaligen Musikzentrum Tirols, hier hat Malzat einige Zeit verbracht und in der 1778 neu errichteten Schule für Knaben unterrichtet. In den Jahren 1780 und 1781 wirkte er in Bozen, wo die Pfarrgemeinde von ihm mehrere Sinfonien und ein Solennes Miserere erwarb. Ab 1781 wirkte er in der Bergbaustadt Schwaz und ab 1784 bei dort ansässigen Grafen von Tannenberg. Die beiden letzten Jahre vor seinem Tod wirkte er als Chorleiter an der Jesuiten Kirche in Innsbruck. Seine Werke vertrieb unter anderem der Verleger Traeg aus Wien, der sie noch 1799 in seinem Katalog anbot.
Sein Bruder Ignaz Malzat (1757–1804) war Komponist und Hofoboist in Salzburg und später in Passau.

## Werk
Seine Kompositionen müssen großen Eindruck gemacht haben, denn 1780 bezeichnet ihn der Stamser Chronist als berühmten Tonkünstler. Stift Stams verwahrt auch die meisten erhaltenen Kompositionen Malzats, so etwa 10 Sinfonien, ein Violinkonzert, ein Cellokonzert, 2 Konzerte für Englischhorn, 3 konzertante Sinfonien, zahlreiche Kammermusikwerke, weltliche Kantaten und Sakralkompositionen von beachtlicher Qualität, wie z. B. die großangelegte Missa solemnis in C-Dur, die beredten Eindruck von den hohen Anforderungen damaliger Kirchenmusikpflege vermittelt. Das feierliche Requiem aus dem Jahr 1784 war vermutlich für den Schwazer Pfarrchor bestimmt. Jedenfalls hat sich dieses erhabene Werk im Musikalienbestand der dortigen Pfarrkirche erhalten, der heute zum Großteil im Tiroler Landesmuseum Ferdinandeum in Innsbruck verwahrt wird.